# Primetime Emmy Award de la meilleure musique dans une série
L'Emmy de la meilleure musique pour une série (Primetime Emmy Award for Outstanding Music Composition for a Series) est un Creative Arts Emmy Awards, récompense de télévision remise au cours des Primetime Emmy Awards, décernée depuis 1966.

## Palmarès
Note : L'année indiquée est celle de la cérémonie. Les lauréats sont indiquées en tête de chaque catégorie et en caractères gras.

### Années 1960
- 1966 : Laurence Rosenthal pour Michelangelo: The Last Giant
  - David Rose pour Bonanza
  - Morton Stevens pour Gunsmoke
  - Earle Hagen pour Les Espions
  - Lalo Schifrin pour The Making of the President, 1964
  - Jerry Goldsmith pour Agents très spéciaux : Code UNCLE
  - Pete Rugolo pour Match contre la vie
- 1967 : ?
- 1968 : Earle H. Hagen pour Les Espions
  - Bernard Green pour CBS Playhouse
  - Morton Stevens pour Gunsmoke
  - Harry Sukman pour Le Grand Chaparral
  - Lalo Schifrin pour Mission impossible
  - Pete Rugolo pour Match contre la vie
- 1969 : John Williams pour Heidi
  - Morton Stevens pour Hawaï police d'État
  - Jacques Belasco pour Hemingway's Spain: A Love Affair
  - Lalo Schifrin pour Mission impossible
  - Hugo Montenegro pour The Outcasts

### Années 1970
- 1970 : Morton Stevens pour Hawaï police d'État
  - Quincy Jones pour The Bill Cosby Show
  - Franklyn Marks pour Charlie, le couguar
- 1971 : David Rose pour Bonanza
  - Frank Comstock pour Auto-patrouille
  - Charles Fox pour Love, American Style
  - Billy Goldenberg et Robert Prince pour The Name of the Game
- 1972 : Pete Rugolo pour The Bold Ones: The Lawyers
  - Billy Goldenberg pour Columbo
  - Charles Fox pour Love, American Style
- 1973 : Charles Fox pour Love, American Style
  - Marty Paich pour Ironside
  - Alexander Courage pour Médecins d'aujourd'hui
- 1974 : Morton Stevens pour Hawaï police d'État
  - Bruce Broughton pour Hawaï police d'État
  - Don B. Ray pour Hawaï police d'État
- 1975 : Billy Goldenberg pour Benjamin Franklin
  - Patrick Williams pour Les Rues de San Francisco
- 1976 : Alex North pour Le Riche et le Pauvre
  - Jack Urbont pour Bronk
  - John Cacavas pour Kojak
  - David Rose pour La Petite Maison dans la prairie
- 1977 : Quincy Jones et Gerald Fried pour Racines
  - Jack Urbont pour Bronk
  - Elmer Bernstein pour Captains and the Kings
  - Richard DeBenedictis pour Police Story
  - Gerald Fried pour Racines
- 1978 : Billy Goldenberg pour King
  - Fred Karlin pour The Awakening Land
  - Patrick Williams pour Columbo
  - Morton Gould pour Holocauste
  - Morton Stevens pour Wheels
- 1979 : David Rose pour La Petite Maison dans la prairie
  - Richard DeBenedictis et Dean DeBenedictis pour Dear Detective
  - Patrick Williams pour Lou Grant
  - Charles Fox et Norman Gimbel pour The Paper Chase

### Années 1980
- 1980 : Patrick Williams pour Lou Grant
  - Bruce Broughton pour Dallas
  - John Cacavas pour Eischied
  - Fred Karlin pour Paris
  - Billy Goldenberg pour Skag
- 1981 : Bruce Broughton pour Buck Rogers
  - Billy Goldenberg pour The Gangster Chronicles
  - Mike Post pour Capitaine Furillo
  - David Rose pour La Petite Maison dans la prairie
  - Patrick Williams pour Lou Grant
- 1982 : David Rose pour La Petite Maison dans la prairie
  - Bruce Broughton pour Dallas
  - Joe Harnell pour L'Incroyable Hulk
  - Patrick Williams pour Lou Grant
- 1983 : Bruce Broughton pour Dallas
- 1984 : Bruce Broughton pour Dallas
- 1985 : John Addison pour Arabesque
- 1986 : Arthur B. Rubinstein pour Les deux font la paire
- 1987 : Joel Rosenbaum pour Côte Ouest
- 1988 : Lee Holdridge pour La Belle et la Bête
- 1989 : Joel Rosenbaum pour Falcon Crest

### Années 1990
- 1990 : Don Davis pour La Belle et la Bête
  - Bruce Babcock pour Matlock
  - Dennis McCarthy pour Star Trek : La Nouvelle Génération
  - Angelo Badalamenti pour Twin Peaks

- 1991 : John Debney pour L'Équipée du Poney Express
  - Bruce Babcock pour Le Père Dowling
  - Joe Rosenbaum pour La loi est la loi
  - Don Davis pour My Life and Times
  - Dennis McCarthy pour Star Trek : La Nouvelle Génération

- 1992 : Bruce Babcock pour Matlock
  - Nan Schwartz pour Dans la chaleur de la nuit
  - Dennis McCarthy pour Star Trek : La Nouvelle Génération
  - Alf Clausen pour Les Simpson

- 1993 : Joel McNeely pour Les Aventures du jeune Indiana Jones
  - Bruce Babcock pour Arabesque
  - Velton Ray Bunch pour Code Quantum
  - Alf Clausen pour Les Simpson
  - Laurence Rosenthal pour Les Aventures du jeune Indiana Jones

- 1994 : Laurence Rosenthal pour Les Aventures du jeune Indiana Jones
  - Ron Ramin pour Christy
  - Don Davis pour SeaQuest, police des mers
  - Dennis McCarthy pour Star Trek : La Nouvelle Génération
  - Alf Clausen pour Les Simpson

- 1995 : Don Davis pour SeaQuest, police des mers
  - Bruce Babcock pour Arabesque
  - Dennis McCarthy pour Star Trek: Voyager
  - Jay Chattaway pour Star Trek: Voyager
  - Alf Clausen pour Les Simpson

- 1996 : Hummie Mann pour Picture Windows
  - Richard DeBenedictis pour Diagnostic : Meurtre
  - Shirley Walker pour Space 2063
  - Jay Chattaway pour Star Trek: Deep Space Nine
  - Russ Landau pour SeaQuest, police des mers

- 1997 : John Debney et Louis Febre pour Les Héros de Cap Canaveral
  - W. G. Snuffy Walden pour Demain à la une
  - David Hamilton pour Orleans
  - Mark Snow pour X-Files : Aux frontières du réel
  - Joseph LoDuca pour Xena, la guerrière

- 1998 : Christophe Beck pour Buffy contre les vampires
  - Jon Ehrlich pour Roar
  - Joel Goldsmith pour Stargate SG-1
  - Alf Clausen pour Les Simpson
  - Mark Snow pour X-Files : Aux frontières du réel

- 1999 : Carl Johnson pour Invasion America
  - John Ottman pour L'Île fantastique
  - Joseph LoDuca pour Xena, la guerrière
  - Alf Clausen pour Les Simpson
  - Mark Snow pour X-Files : Aux frontières du réel

### Années 2000
- 2000 : Joseph LoDuca pour Xena, la guerrière
  - Jay Gruska pour Falcone
  - Danny Pelfrey et Snuffy Walden pour Felicity
  - Jay Chattaway pour Star Trek: Voyager
  - Mark Snow pour X-Files : Aux frontières du réel

- 2001 : Jay Chattaway pour Star Trek: Voyager
  - Alf Clausen pour Les Simpson
  - Dennis McCarthy pour Star Trek: Voyager
  - Snuffy Walden pour À la Maison-Blanche
  - Joseph LoDuca pour Xena, la guerrière

- 2002 : George Fenton pour La Planète bleue
  - Sean Callery pour 24 heures chrono
  - Steven Bramson pour JAG
  - Mark Snow pour X-Files : Aux frontières du réel
  - Joseph LoDuca pour Xena, la guerrière

- 2003 : Sean Callery pour 24 heures chrono
  - Jason Derlatka et Jon Ehrlich pour Espions d'État
  - Dennis McCarthy pour Star Trek: Enterprise
  - Steven Bramson pour JAG
  - Laura Karpman pour Odyssey 5

- 2004 : Velton Ray Bunch pour Star Trek: Enterprise
  - Sean Callery pour 24 heures chrono
  - Stewart Copeland pour Dead Like Me
  - Larry Groupé pour Line of Fire
  - Philip Glass pour Pandemic: Facing AIDS
  - Alf Clausen pour Les Simpson

- 2005 : Michael Giacchino pour Lost : Les Disparus
  - Sean Callery pour 24 heures chrono
  - Jeff Beal pour La Caravane de l'étrange
  - Christopher Hoag pour Dr House
  - Alf Clausen pour Les Simpson

- 2006
  - Richard Band pour Les Maîtres de l'horreur
  - Jeff Beal pour Rome
  - Joel Goldsmith pour Stargate Atlantis
  - Christopher Lennertz pour Supernatural

- 2007 : George Fenton pour Planète Terre
  - Sean Callery pour 24 heures chrono
  - John Keane pour Les Experts
  - Mark Snow pour Ghost Whisperer
  - Snuffy Walden pour Kidnapped
  - Jeff Beal pour Rome

- 2008 : Jim Dooley pour Pushing Daisies
  - Ron Jones pour Les Griffin
  - Jon Ehrlich et Jason Derlatka pour Dr House
  - Joey Newman pour Little People, Big World
  - Michael Giacchino pour Lost : Les Disparus
  - Alf Clausen pour Les Simpson

- 2009 : Joseph LoDuca pour Legend of the Seeker : L'Épée de vérité
  - Sean Callery pour 24 heures chrono
  - Robert Duncan pour Castle
  - Mark Snow pour Ghost Whisperer
  - Gabriel Yared pour L'Agence N°1 des dames détectives
  - Alf Clausen pour Les Simpson

### Années 2010
- 2010 : Sean Callery pour 24 heures chrono
  - Kristopher Carter, Michael Jelenic, Michael McCuistion, Lolita Ritmanis et James Tucker pour Batman : L'Alliance des héros
  - Ramin Djawadi pour Flashforward
  - Michael Giacchino pour Lost : Les Disparus
  - Adam Cohen pour Psych : Enquêteur malgré lui

- 2011 : Garth Neustadter pour American Masters
  - Jeff Richmond pour 30 Rock
  - Walter Murphy pour Les Griffin
  - Ron Jones pour Les Griffin
  - Alf Clausen pour Les Simpson

- 2012 : John Lunn pour Downton Abbey
  - Trevor Morris pour The Borgias
  - Blake Neely pour Pan Am
  - Chris P. Bacon et Marc Shaiman pour Smash
  - Jeff Richmond pour 30 Rock

- 2013 : John Lunn pour Downton Abbey
  - David Schwartz pour Arrested Development
  - Trevor Morris pour The Borgias
  - Jeff Beal pour House of Cards
  - Charlie Mole pour Mr Selfridge

- 2014 : Alan Silvestri pour Cosmos : Une odyssée à travers l'univers
  - John Lunn pour Downton Abbey
  - Ramin Djawadi pour Game of Thrones
  - Jeff Beal pour House of Cards
  - T-Bone Burnett pour True Detective

- 2015 : Jeff Beal pour House of Cards
  - Duncan Thum pour Chef's Table
  - Bear McCreary pour Outlander
  - Maurizio Malagnini pour The Paradise
  - Abel Korzeniowski pour Penny Dreadful
  - Jeff Danna et Mychael Danna pour Tyrant
- 2016 : Mac Quayle pour Mr. Robot
  - Chris Bacon pour Bates Motel
  - Duncan Thum pour Chef's Table
  - Paul Leonard-Morgan pour Limitless
  - Sean Callery pour Minority Report
  - Abel Korzeniowski pour Penny Dreadful
- 2017 : Jeff Beal pour House of Cards
  - Rupert Gregson-Williams pour The Crown
  - Jacob Shea et Jasha Klebe pour Planet Earth II
  - James Newton Howard pour Les Désastreuses Aventures des orphelins Baudelaire
  - Max Richter pour Taboo
  - Martin Phipps, Ruth Barrett et Natalie Holt pour Victoria
- 2018 : Ramin Djawadi pour Game of Thrones
  - Sean Callery pour Jessica Jones
  - Mark Isham, Cindy O'Connor et Michael Simon pour Once Upon a Time
  - W. G. Snuffy Walden et A. Patrick Rose pour SEAL Team
  - Kevin Kiner pour Star Wars Rebels
  - Ramin Djawadi pour Westworld
- 2019 : Ramin Djawadi pour Game of Thrones
  - David Wingo pour Barry
  - Adam Taylor pour The Handmaid's Tale : La Servante écarlate
  - Jeff Beal pour House of Cards
  - Siddhartha Khosla pour This Is Us

### Années 2020
- 2020 : Ludwig Göransson pour The Mandalorian
  - Martin Phipps pour The Crown
  - Labrinth pour Euphoria
  - Danny Bensi et Saunder Jurriaans pour Ozark
  - Nicholas Britell pour Succession

## Récompenses et nominations multiples

### Nominations multiples
12 : Les Simpson
8 : 24 heures chrono
6 : Dallas
5 : Star Trek : La Nouvelle Génération, Star Trek: Voyager, X-Files : Aux frontières du réel et Xena, la guerrière
4 : La Petite Maison dans la prairie, Lou Grant, Clair de lune, House of Cards
3 : La Belle et la Bête, Downton Abbey, Game of Thrones, Les Griffin, Les Espions, Lost : Les Disparus, Matlock, Arabesque et Les Aventures du jeune Indiana Jones
2 : The Borgias, Bronk, Columbo, Chef's Table, The Days and Nights of Molly Dodd, Dynastie, Star Trek : Enterprise, Ghost Whisperer, Dr House, House of Cards, Côte Ouest, Deux flics à Miami, Penny Dreadful, Rome, Racines, SeaQuest, police des mers, Hôpital St Elsewhere et 30 Rock

### Récompenses multiples
3 : 24 heures chrono
2 : La Belle et la Bête, Dallas, Downton Abbey, La Petite Maison dans la prairie et Les Aventures du jeune Indiana Jones